# Савченко, Екатерина Александровна
Екатери́на Алекса́ндровна Са́вченко (род. 3 июня 1977, Омск), в девичестве Алекса́ндрова — российская легкоатлетка, специалистка по прыжкам в высоту. Выступала за сборную России по лёгкой атлетике в 2000-х годах, чемпионка и призёрка первенств национального значения, участница ряда крупных международных стартов. Представляла Свердловскую и Омскую области. Мастер спорта России международного класса.

## Биография
Екатерина Александрова родилась 3 июня 1977 года в Омске.
Занималась лёгкой атлетикой под руководством тренера Евгения Савченко, за которого впоследствии вышла замуж.
Впервые заявила о себе в прыжках в высоту на международном уровне в сезоне 1994 года, когда вошла в состав российской национальной сборной и выступила на юниорском мировом первенстве в Лиссабоне, где с результатом 1,80 метра стала седьмой.
В 1995 году заняла седьмое место на юниорском европейском первенстве в Ньиредьхазе.
В 1999 году выиграла бронзовую медаль на чемпионате России в Туле. Будучи студенткой, представляла страну на Универсиаде в Пальме, где в своей дисциплине стала пятой.
На чемпионате России 2001 года в Туле превзошла всех своих соперниц в прыжках в высоту и завоевала золото. Принимала участие в чемпионате мира в Эдмонтоне, но в финал здесь не вышла.
В 2004 году на зимнем чемпионате России в Москве взяла бронзу.
В 2005 году стала бронзовой призёркой на зимнем чемпионате России в Волгограде, показала шестой результат на последовавшем чемпионате Европы в помещении в Мадриде.
В 2006 году уже под фамилией Савченко выиграла бронзовую медаль на зимнем чемпионате России в Москве, стала четвёртой на чемпионате мира в помещении в Москве. Позже одержала победу на летнем чемпионате России в Туле, заняла седьмое место на чемпионате Европы в Гётеборге.
На чемпионате России 2007 года в Туле стала серебряной призёркой, уступив только титулованной Анне Чичеровой. Участвовала в чемпионате мира в Осаке, где преодолела планку в два метра и расположилась с этим результатом на пятой строке итогового протокола.
В 2008 году на зимнем чемпионате России в Москве была второй позади Елены Слесаренко, тогда как на чемпионате мира в помещении в Валенсии заняла седьмое место.
На чемпионате России 2010 года в Саранске добавила в послужной список награду бронзового достоинства.
За выдающиеся спортивные результаты удостоена почётного звания «Мастер спорта России международного класса».